# 1964–1965-ös kupagyőztesek Európa-kupája
A KEK 1964–1965-ös szezonja volt a kupa ötödik kiírása. A győztes a West Ham lett, miután a döntőben 2–0-ra legyőzte az 1860 Münchent.

## Első forduló
| 1. csapat                                                        | Össz.    | 2. csapat             | 1. mérk. | 2. mérk. |
| ---------------------------------------------------------------- | -------- | --------------------- | -------- | -------- |
| PFK Szlavija Szofija                                             | 3–1      | Cork Celtic           | 1–1      | 2–0      |
| Lausanne Sports                                                  | 2–1      | Bp. Honvéd            | 2–0      | 0–1      |
| KAA Gent                                                         | 1–2      | West Ham United FC    | 0–1      | 1–1      |
| Spartak Praha Sokolovo                                           | 16–0     | Anórthoszi Ammohósztu | 10–0     | 6–0      |
| Dundee FC                                                        | Erőnyerő |                       |          |          |
| Valletta FC                                                      | 1–8      | Real Zaragoza         | 0–3      | 1–5      |
| Sporting CP                                                      | Erőnyerő |                       |          |          |
| Esbjerg fB                                                       | 0–1      | Cardiff City FC       | 0–0      | 0–1      |
| Skeid Fotball                                                    | 1–2      | FC Haka               | 1–0      | 0–2      |
| Torino AC                                                        | 5–3      | Fortuna 54            | 3–1      | 2–2      |
| FC Steaua București                                              | 5–0      | Derry City FC         | 3–0      | 2–0      |
| AÉK FC                                                           | 2–3      | NK Dinamo Zagreb      | 2–0      | 0–3      |
| ESV Admira-NÖ Energie Wien                                       | 1–4      | Legia Warszawa        | 1–3      | 0–1      |
| SC Aufbau Magdeburg                                              | 2–2      | Galatasaray SK        | 1–1      | 1–1      |
| Újrajátszás: 1–1 (h.u.), sorsolással a Galatasaray jutott tovább |          |                       |          |          |
| FC Porto                                                         | 4–0      | Olympique Lyonnais    | 3–0      | 1–0      |
| US Luxembourg                                                    | 0–10     | TSV 1860 München      | 0–4      | 0–6      |

## Második forduló
| 1. csapat                                         | Össz. | 2. csapat              | 1. mérk. | 2. mérk. |
| ------------------------------------------------- | ----- | ---------------------- | -------- | -------- |
| PFK Szlavija Szofija                              | 2–2   | Lausanne Sports        | 1–0      | 1–2      |
| Újrajátszás: 2–3, a Lausanne Sports jutott tovább |       |                        |          |          |
| West Ham United FC                                | 3–2   | Spartak Praha Sokolovo | 2–0      | 1–2      |
| Dundee FC                                         | 3–4   | Real Zaragoza          | 2–2      | 1–2      |
| Sporting CP                                       | 1–2   | Cardiff City FC        | 1–2      | 0–0      |
| FC Haka                                           | 0–6   | Torino AC              | 0–1      | 0–5      |
| FC Steaua București                               | 1–5   | NK Dinamo Zagreb       | 1–3      | 0–2      |
| Legia Warszawa                                    | 2–2   | Galatasaray SK         | 2–1      | 0–1      |
| Újrajátszás: 1–0, a Legia Warszawa jutott tovább  |       |                        |          |          |
| FC Porto                                          | 1–2   | TSV 1860 München       | 0–1      | 1–1      |

## Negyeddöntő
| 1. csapat       | Össz. | 2. csapat          | 1. mérk. | 2. mérk. |
| --------------- | ----- | ------------------ | -------- | -------- |
| Lausanne Sports | 4–6   | West Ham United FC | 1–2      | 3–4      |
| Real Zaragoza   | 3–2   | Cardiff City FC    | 2–2      | 1–0      |
| Torino AC       | 3–2   | NK Dinamo Zagreb   | 1–1      | 2–1      |
| Legia Warszawa  | 0–4   | TSV 1860 München   | 0–4      | 0–0      |

## Elődöntő
| 1. csapat                                       | Össz. | 2. csapat        | 1. mérk. | 2. mérk. |
| ----------------------------------------------- | ----- | ---------------- | -------- | -------- |
| West Ham United FC                              | 3–2   | Real Zaragoza    | 2–1      | 1–1      |
| Torino AC                                       | 3–3   | TSV 1860 München | 2–0      | 1–3      |
| Újrajátszás: 0–2, az 1860 München jutott tovább |       |                  |          |          |

## Döntő
| 1965. május 19. 19:30 |

| West Ham United | 2–0   | 1860 München |
| --------------- | ----- | ------------ |
| Sealey 70' 72'  | (0–0) |              |

| Wembley Stadion, London Nézőszám: 97 974 Játékvezető: Zsolt István (magyar) |

| Az 1964–1965-ös kupagyőztesek Európa-kupája győztese |
| ---------------------------------------------------- |
| West Ham United FC 1. cím                            |

## Lásd még
- 1964–1965-ös bajnokcsapatok Európa-kupája
- 1964–1965-ös vásárvárosok kupája